# Sphingomonas aliaeris
Sphingomonas aliaeris ist ein Gram-negatives Stäbchenbakterium aus der Gattung Sphingomonas. Der Name leitet sich aus dem Latein alius (für „andere“) und aer (für „Luft“ oder „Atmosphäre“) ab und verweist auf modifizierte Atmosphären, die innerhalb von Lebensmittelverpackungen zur Verbesserung der Haltbarkeit verwendet werden. Das Bakterium wurde erstmals von Schweinefleisch, welches unter einer solchen Atmosphäre verpackt war, isoliert und steht damit in möglichem Zusammenhang mit Lebensmittelverderb, ist jedoch nicht pathogen für den menschlichen Organismus.

## Eigenschaften
Die Spezies ist aerob, Cytochrom-c-Oxidase-negativ und Katalase-positiv. Auf Nährböden wächst sie in der Regel in Form von rot-orange gefärbten, glänzenden Kolonien, bei Temperaturen zwischen 3 und 33 °C. Zur Anzüchtung bietet sich Reasoner’s 2A-Agar an. Sphingomonas aliaeris ist beweglich und weist eine Länge von 1,5 µm sowie eine Breite von 0,9 µm auf.
Wie bei weiteren Vertretern der Gattung Sphingomonas enthält die Zellmembran von Sphingomonas aliaeris sogenannte Sphingolipide. Darüber hinaus konnten Cardiolipin, Phosphatidylcholin, Phosphatidylethanolamin, Mono- und Dimethylphosphatidylethanolamin und Phosphatidylglycerol nachgewiesen werden. Ebenfalls charakteristisch ist das Vorkommen von 2-Hydroxyfettsäuren, insbesondere der C14:0 2-OH, und dem Ubichinon Q-10.
Das Genom des Organismus wurde vollständig sequenziert und in der internationalen NCBI-Datenbank hinterlegt. Es weist eine Größe von 4,26 Megabasenpaaren auf.

## Besonderheiten
Im Gegensatz zu vielen anderen Mikroorganismen wächst Sphingomonas aliaeris auch bei einer Atmosphäre von 20 % CO2, welche in Kombination mit 80 % O2 häufig zum Verpacken von Fleischwaren verwendet wird. Da der Organismus darüber hinaus bei niedrigen Temperaturen von 3 °C wachsen kann (siehe auch: Psychrophilie), ist er in der Lage verpackte und gekühlte Lebensmittel zu kolonisieren und gegebenenfalls zu verderben.